# A Brief History of Monster
A Brief History of Monster är ett samlingsalbum med låtar från olika demor och EP med Monster, utgiven 1998.

## Låtlista
1. "Don't Answer the Phone" (från Looking For A Fight)
2. "Waiting for Something to Happen" (från Looking For A Fight)
3. "Pretty, Superficial" (från Looking For A Fight)
4. "Honour Your Friends" (från Looking For A Fight)
5. "Keep up Try Some More" (från 7:an "Debbie Debbie")
6. "Can't Handle Myself" (från 7:an "Girls just wanna have fun")
7. "The Boots, the Haircut" (från Honour Your Friends)
8. "Longest Line" (från Honour Your Friends)
9. "Bright Citizen" (från Honour Your Friends)
10. "No Factory" (från Honour Your Friends)
11. "Fragrance of Luxury" (från Honour Your Friends)
12. "I Was Not Going Alone" (Från ett demoband inspelat i april 96)
13. "Longest Dub (International Dread Mix)" (inspelad av Internal Dread)